# 袁清
袁清（？—？年），南直隸邳州衛籍，江西樂安人，明朝政治人物、進士出身。治《尚書》。

## 生平
成化十年（1474年）甲午科應天府鄉試第七十四名舉人。成化十四年（1478年）中式戊戌科二甲第八十三名進士。初授工部主事，由刑部郎中出为紹興府知府，袁清为刑部员外郎時，往浙江勘事，陵轢藩臬官員，回京後出任紹興知府，惧不敢往，奏乞改任，并不斷上章，吏部奏下錦衣衛獄，孝宗下旨准调别用，二十三年五月乃調鄖陽府，弘治元年（1488年）閏正月以考察致仕。巡按监察御史曹玉举荐其尝习戎务，会虏寇大同，袁清上陈兵务七事，十三年十一月命赴大同赞画军务。